# Tucker (automerk)

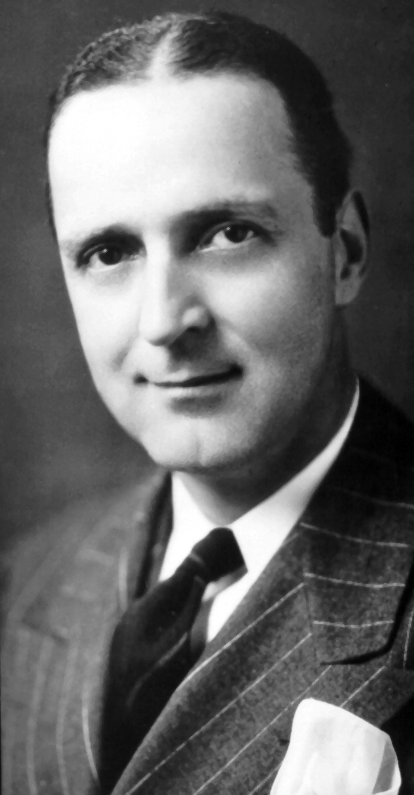
Preston Tucker

Tucker was een Amerikaanse automobielfabrikant, die actief was in de late jaren veertig. Er werd slechts één model gebouwd, de Tucker Sedan 48, en daarvan slechts 51 exemplaren. De auto wordt ook wel "Tucker Torpedo" genoemd.
Preston Tucker was bouwer van raceauto's en autoverkoper toen hij het plan kreeg een revolutionaire nieuwe auto te ontwikkelen. Het moest een familieauto worden met achterin geplaatste motor, waarmee meer ruimte in het interieur ontstond. In de Verenigde Staten was dat alleen al een revolutie, tot dan toe waren daar geen auto's met achterin geplaatste motor gebouwd. Voor de Tucker 48 was de Maikäfer van Jozef Ganz de eerste met dit concept.
Daarnaast waren er vergaande ideeën over veiligheid: zo zou de voorruit bij een aanrijding naar buiten schieten, de auto zou worden voorzien van een met de stuurrichting meedraaiende middenvoorlamp, en dashboard en stuur zouden met zachte materialen worden bekleed.
Het project had te lijden onder vertragingen in het ontwerp en de bouw, en van de concessies die Tucker moest doen om toch de productie op gang te krijgen. Dit effect werd versterkt door de media, waardoor Tucker ook problemen kreeg met het verkrijgen van de financiën. Preston Tucker werd zelfs aangeklaagd wegens fraude, maar werd in een rechtszaak vrijgesproken. Tussentijds werden de 51 Tucker 48s door loyale werknemers afgebouwd, nadat 1600 arbeiders wegens de moeilijke financiën waren ontslagen.
Verder dan de 51 gebouwde auto's is het nooit gekomen. De meeste van deze auto's bestaan nog, en zijn in handen van verzamelaars en musea.
In 1988 maakte Francis Ford Coppola (zelf bezitter van een Tucker 48), een film over Preston Tucker en de gang van zaken rondom de Tucker 48. In deze film, Tucker: The Man and His Dream, speelde Jeff Bridges de hoofdrol.

## Foto's

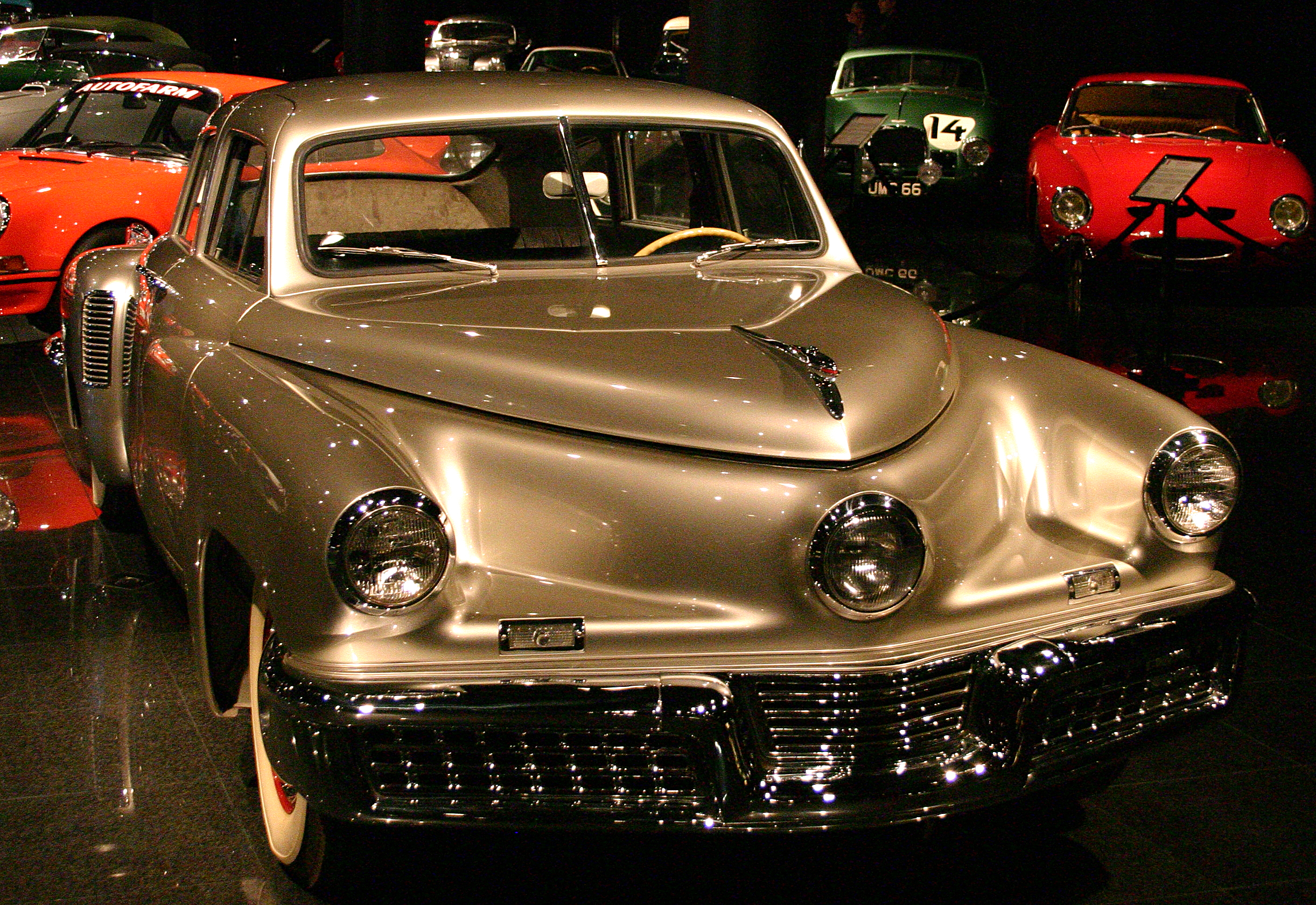
Tucker Sedan (oorspronkelijk "Torpedo") uit 1948
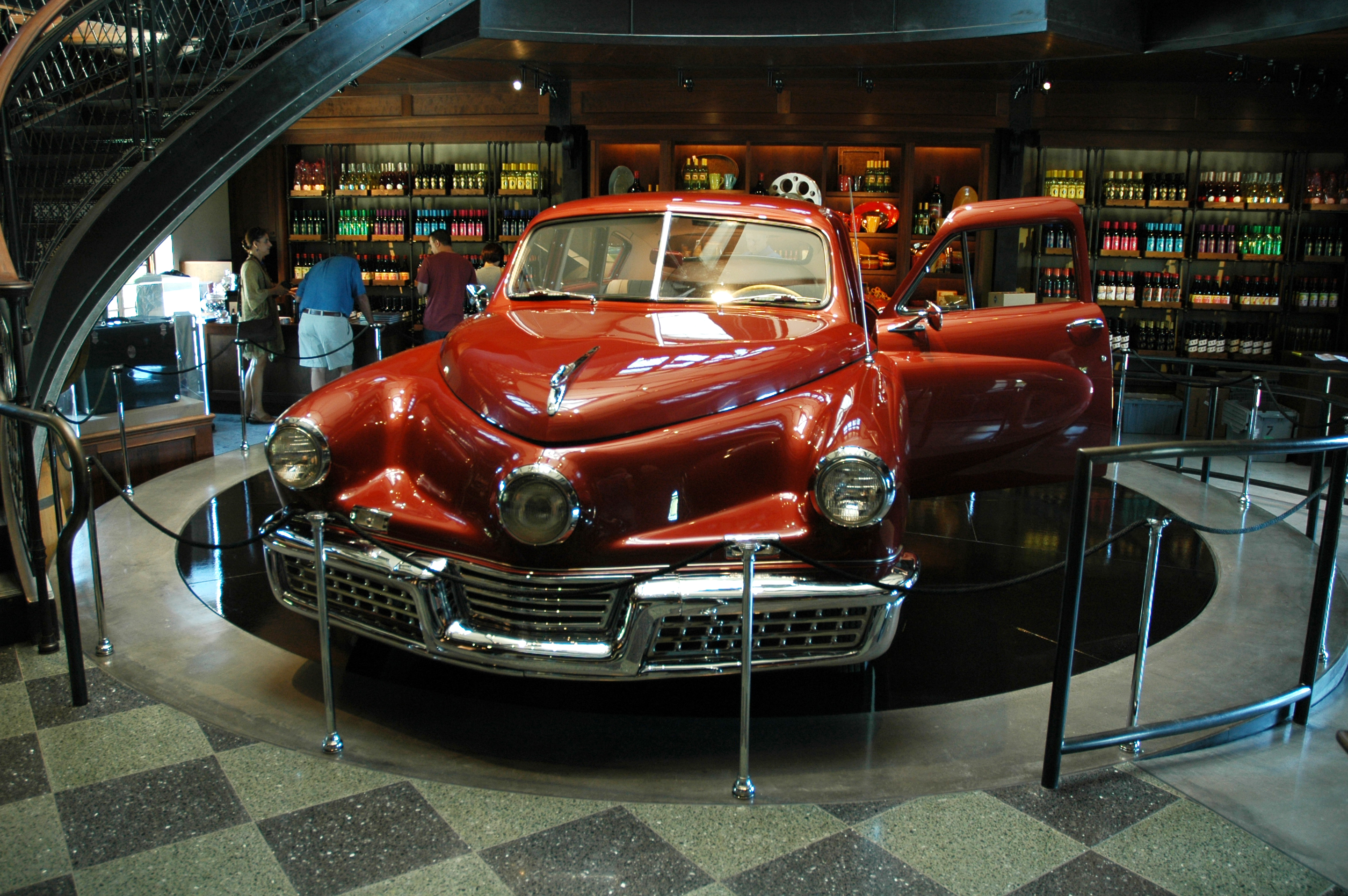
1948 Tucker Sedan van Francis Ford Coppola, tentoongesteld in de Francis Ford Coppola Winery